# 471109 Vladobahýl
471109 Vladobahýl è un asteroide della fascia principale. Scoperto nel 2010, presenta un'orbita caratterizzata da un semiasse maggiore pari a 2,5578589 UA e da un'eccentricità di 0,1608901, inclinata di 4,76081° rispetto all'eclittica.
Dal 13 aprile al 30 giugno 2017, quando 481984 Cernunnos ricevette la denominazione ufficiale, è stato l'asteroide denominato con il più alto numero ordinale. Prima della sua denominazione, il primato era di 458063 Gustavomuler.
L'asteroide è dedicato al professore universitario e astronomo amatoriale slovacco Vladimír Bahýl.